# 도바타시
도바타시(戸畑市)는 일본 후쿠오카현 북부에 있었던 도시이다. 야와타제철의 주력 공장·도바타 제조소등이 조업하는 공업도시였다.
1963년 2월 10일에 고쿠라시·모지시·와카마쓰시·야하타시와 합병해 기타큐슈시가 되어 소멸되었다.

## 역사
무로마치 시대, 지쿠젠 국 미마키 군 아소쇼(현 온가군)에 「도바타」라고 되어, 「도바타」 「도바타 촌」이라고도 기록되었다. 에도 시대에는 후쿠오카 번에 속하였으며, '도바타 촌'이라 칭하여 어업과 농업이 산업이었다. 막부 말기에 후쿠오카 번이 포대를 쌓았으나 게이오 3년(1867년)에 헐렸다.
1871년 폐번치현에 의해 후쿠오카현에 속하였다.농업, 어업이 영위되었으나 메이지 20년(1887년)대부터 석탄공장 등이 들어서면서 공업화가 진행되었다. 대정 말기부터 매립, 구획 정리가 진행되어 공장 용지가 확장되었다.1955년 대에 대부분의 농지는 택지화되어 시청 등의 공공시설을 신이케초에 집중하여 정비하였다.

## 인구
- 1925년　 37,748
- 1930년　 51,674
- 1935년　 67,800
- 1940년　 84,260
- 1945년　 56,585
- 1947년　 68,083
- 1950년　 87,885
- 1955년　 97,214
- 1960년　108,708

## 참고문헌
- 가도카와 일본 지명 대사전 40 福岡県
- 日本歴史地名大系 41 福岡県の地名
- 北九州市史編さん委員会編『北九州市史 近代・現代 行政社会』北九州市、1987年。
- 『市町村名変遷辞典』東京堂出版、1990年。